# Bärenfell

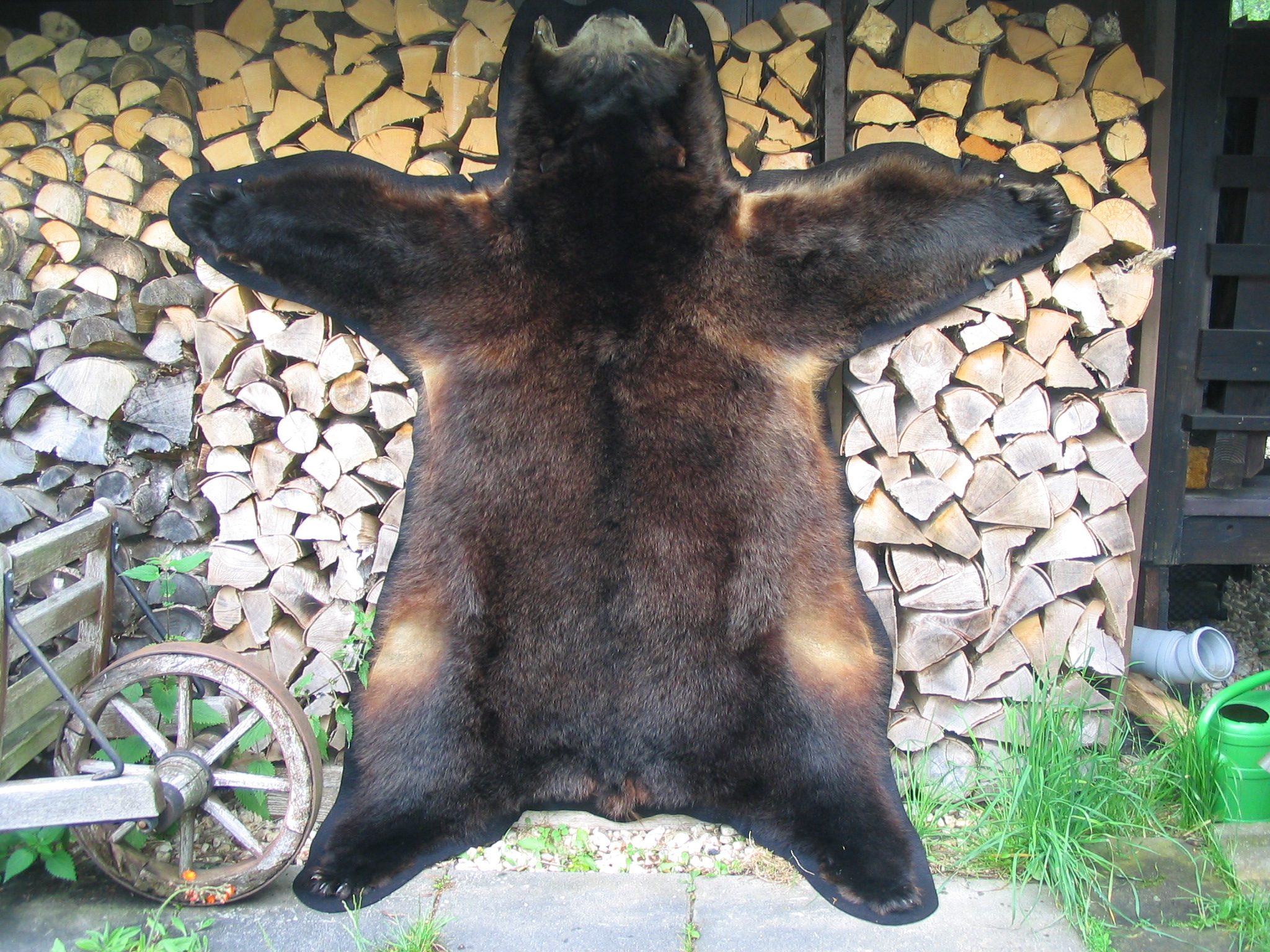
Schwarzbärfell (Alaska)

Mit Bärenfell oder Bärenhaut ist in der Regel das Fell der Großbären gemeint. Für die Felle der beiden für Pelze genutzten Kleinbärenarten siehe → Waschbärfell und → Bassariskfell. Für das Stifterbuch des Klosters Zwettl siehe unten → Stifterbuch des Klosters Zwettl, genannt Bärenhaut.
Bis vor dem Ersten Weltkrieg (1914 bis 1918) wurden noch viele Eisbärfelle über Dänemark in das Pelzgroßhandelszentrum Leipziger Brühl nach Deutschland eingeführt, ebenso wurden auf dem Brühl kanadische Braunbären weitergehandelt. Ein Zeitgenosse erinnerte sich 1940 noch an die großen, tief herabfallenden Kragen für die herrschaftlichen Kutscher, aber auch an die Verwendung als Vorleger: „In dem Boudoir, vor dem Flügel oder in einer Ecke des Herrenzimmers liebte man diese Ungeheuer“, und zwar mit einem „großen, rachenaufreißenden Kopf.“
Seitdem wird von den Großbärenfellen für Bekleidungszwecke nur noch gelegentlich das Fell des Baribals genutzt. Das Bärenfell hat pelzwirtschaftlich und hinsichtlich der Verwendungsmöglichkeit nur geringe Bedeutung. Für heutige Bedürfnisse ist das Pelzwerk zu grob und zu stark im Haar, vielfach zu gekräuselt oder zottelig und überdies zu schwer. Allerdings ist der Anfall, schon infolge des Rückgangs der Bestände und der deshalb eingeleiteten Schutzmaßnahmen, inzwischen so gering, dass allein deshalb keine größere Verwendung zu erwarten wäre. Ansonsten werden Bärenfelle fast nur als Decken, Fuß- und Wandteppiche (teils naturalisiert, mit ausgearbeiteten Köpfen) gebraucht. Das Haar wird auch zu Pinseln verarbeitet (Pinselbären).
Genutzt wurde auch das Bärenfleisch, Bärentatzen galten als Delikatesse. Dem Bärenfett wurde in manchen Ländern eine hohe Heilkraft beigemessen, in Deutschland auch als Haarwuchsmittel.

## Braunbär

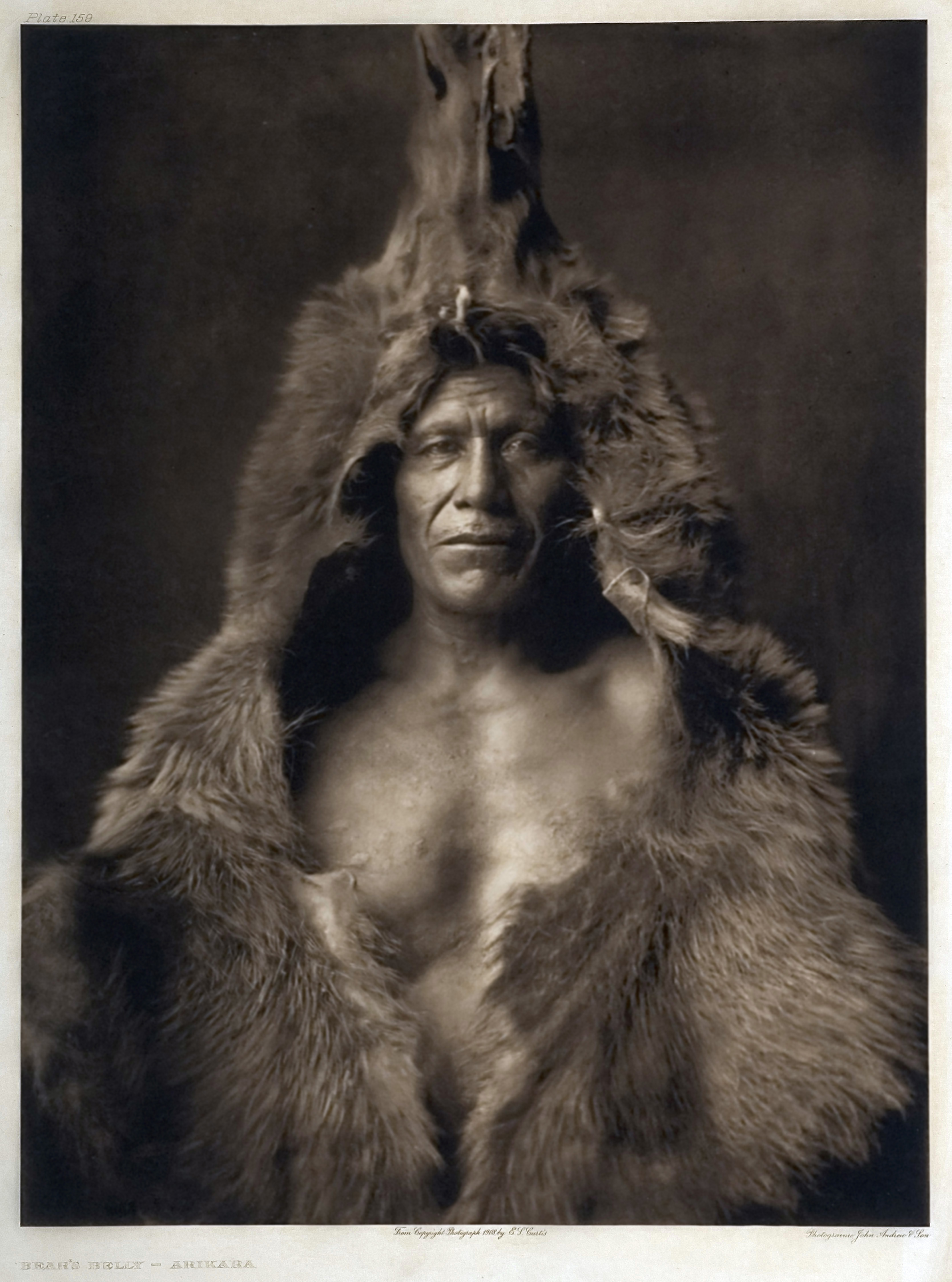
„Mitglied der Bruderschaft der Medizinmänner, in sein heiliges Bärenfell gehüllt“ (Arikaree-Indianer, 1908)

Der Braunbär hat die weiteste Verbreitung unter den Bären, er ist aber fast überall durch Bejagung und Zerstörung des Lebensraums stark dezimiert oder zurückgedrängt, in Europa kommt er fast nur noch in Spanien, den Balkanländern sowie in Nordskandinavien und Russland vor. Bei der Gletschermumie Ötzi fanden sich Schuhe mit Sohlen aus Bärenfell, das Haar nach innen gearbeitet.
Im Russland der Zarenzeit war der Bärenpelz, „stets mit einem blauen Tuchüberzug versehen, die tägliche Winterkleidung der Vornehmen und Reichen. Bevorzugt wurde das Fell des schwarzen sibirischen Bären, an dem man das tiefe Schwarz, die Länge des Haares und die Leichtigkeit besonders schätzte. Haltbarkeit und Widerstandsfähigkeit machten den Bärenpelz zu dem auch für das schlimmste Winterwetter geeigneten Kleidungsstück. Braune und graue Bärenfelle fanden für diesen Zweck nur wenig Verwendung.“ Der Pelzmantel gehörte zur Ausstattung jedes russischen Bauern und Bürgers, er war Ausdruck der sozialen Stellung seines Besitzers: „Und manch einer träumte davon, die Stufenleiter aller Pelze, vom Schafpelz zum Bärenpelz und zuletzt zum Ehrenpelz, den der Zar als höchste Vergütung verlieh, zu durchlaufen.“ Nur gelegentlich wurden Braunbärfelle, die dicker im Haar sind als die kanadischen Schwarzbären, gefärbt und wie diese zu Grenadiermützen verarbeitet.

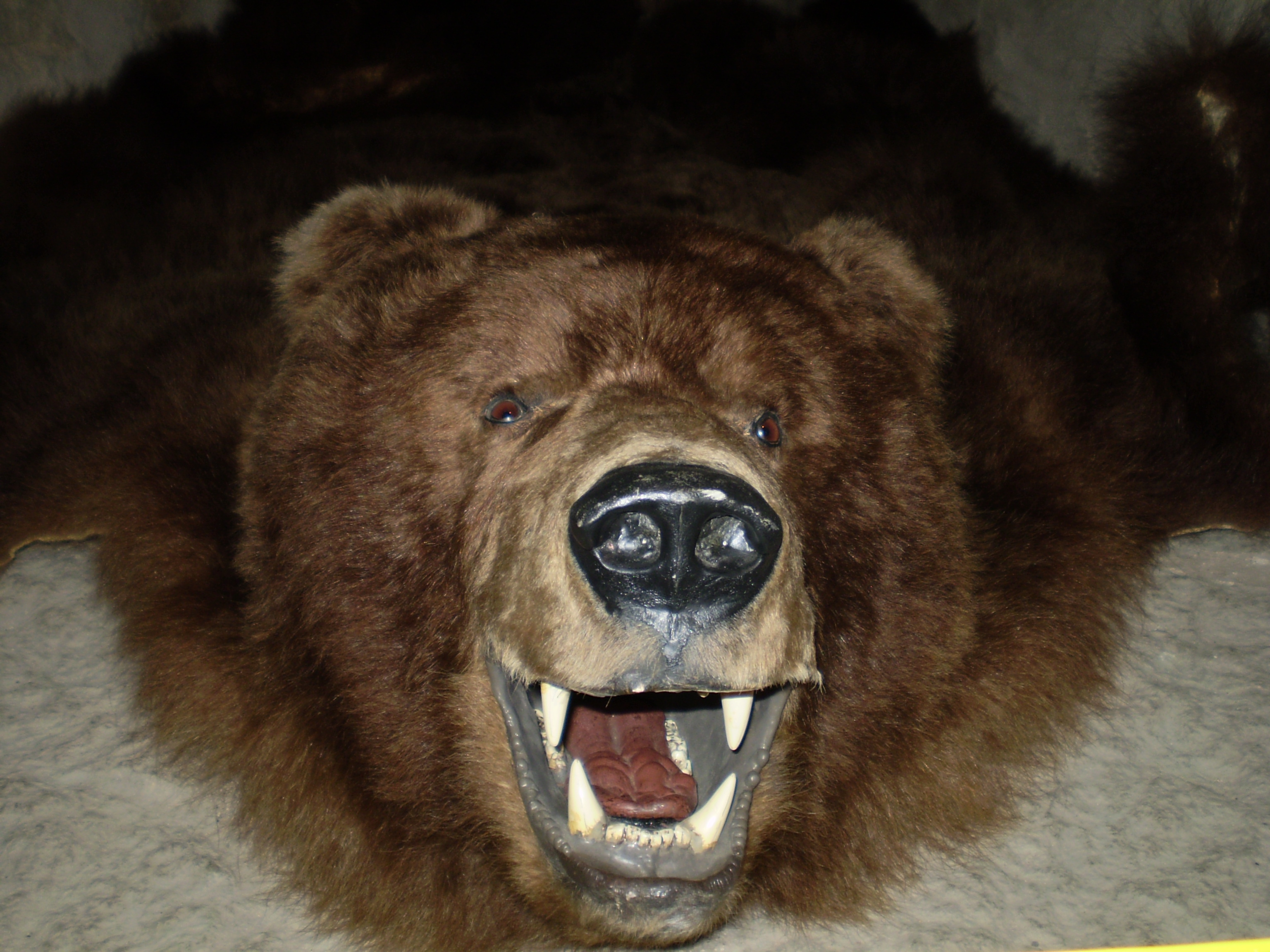
Ausgearbeiteter Kopf eines Braunbären

Die Felllänge kann bis zu über 2 Meter betragen. Das Fell des Kodiakbären ist mit über 3 Meter die größte Unterart, es ist größer als das des Kamtschatkabären und dieses größer als das des Uralbären. Die verschiedenen Formen variieren beträchtlich in Größe und Färbung. Allein im Gebiet der früheren Sowjetunion bilden die Bären hinsichtlich ihres Fells keine einheitliche Gruppe. Kamtschatkabären und die ebenfalls großen von der Tschuktschen-Halbinsel haben ein sehr langes, weiches und dichtes Fell. Auch groß sind die Bären aus der Region Transbaikalien und der Jakutischen Republik, allerdings beträchtlich kleiner als die aus der Region Kamtschatka, in der Fellfarbe überwiegen dunkelbraune, manchmal fast schwarze Töne. Typisch für die zentralasiatischen und in Tibet beheimateten Bären ist eine dunkle, fast bläulich schimmernde Färbung, es kommen jedoch auch dunkelbraune Exemplare vor. In der Regel haben sie in der Schulterpartie einen breiten weißen Streifen in der Form eines Ringes. Eine mittlere Größe haben die Bären aus den Waldgebieten des europäischen Russlands. Das Fell ist von mittlerer Haardichte und Weichheit, die Farbe ist braun, zumeist etwas heller als bei den sibirischen Bären. Nordkaukasische Arten sind etwas kleiner als nordeuropäische, die Farbe variiert von braungelb bis hellbraun. Fahl isabellfarben sind die Felle der Isabell-Braunbären aus dem Himalaya und den Syrischen Braunbären. Silbergrau in verschiedensten Färbungen ist der nordamerikanische Grizzlybär (deshalb auch Graubär).
Ähnlich unterschiedlich sind die Nordamerikanischen Braunbären, eine Auflistung nennt acht verschiedene Formen. Darunter ist der größte aller heutigen Bären, der Kodiakbär.
Die beste amerikanische Qualität (Ones) sind die kurz vor oder während der Winterruhe erbeuteten Felle. Sie sind gutfarbig braun und das Haar ist ziemlich gerade. Die 2. Qualität (Twos) stammt aus der Zeit danach, diese Felle sind rostfarben oder schlecht in der Farbe. Das Haar hat zu der Zeit die Tendenz sich korkenzieherartig zu verdrehen, was das Fell verfilzt und matt aussehen lässt.
Der russische Handelsstandard unterscheidet
- nach Herkommen: Sibirier, Nördliche, Russische, Kaukasische
- Sorten: I = vollhaarig, II = weniger vollhaarig, III = halbhaarig, IV = dünn
- Farben: a) dunkel b) braun
- Größen: größte = 177 cm und länger, mittelgroße = 142 bis 177 cm, kleine = 106 bis 142 cm, Jungtiere = 71 bis 106 cm, Bärenjunge = bis 71 cm.[3]

Die älteste vergleichende Haltbarkeitstabelle für Pelze mit einer Wertung von 1 bis 100 nennt Braunbär- und Schwarzbärfelle fast ganz oben in der Liste mit 94 Punkten. Wobei der Versuch des Vergleichs mit anderen, mehr als Bekleidung genutzten Pelzarten wohl eher problematisch ist.
1851 wird als die derzeitige Verwendung des Braun- oder Isabellabären für Kleidung amerikanischer Damen genannt. Auch in der ersten Hälfte des 20. Jahrhunderts wurden kleine amerikanische Braunbärfelle noch im Land selbst verarbeitet. Insbesondere die dort nicht gefragten braunen Qualitäten wurden über London weiter nach Europa und Asien exportiert. Der heutige Fellanfall ist unerheblich und für den Handel ohne Bedeutung. Die Felle werden offen, das heißt nicht rund abgezogen, angeliefert.
- Die einzelnen Unterarten und Herkommen sind unterschiedlich stark geschützt (Washingtoner Artenschutzübereinkommen Anhang I (3 Unterarten) beziehungsweise II (Populationen Nordamerikas und Europas außer Russland). Andere Populationen werden zwar nicht vom W. A., aber durch die Bundesartenschutzverordnung erfasst. Die europäische Population ist zusätzlich nach der BArtSchV strengstens geschützt).[3]

### Grizzlybär (Grislybär) oder Graubär

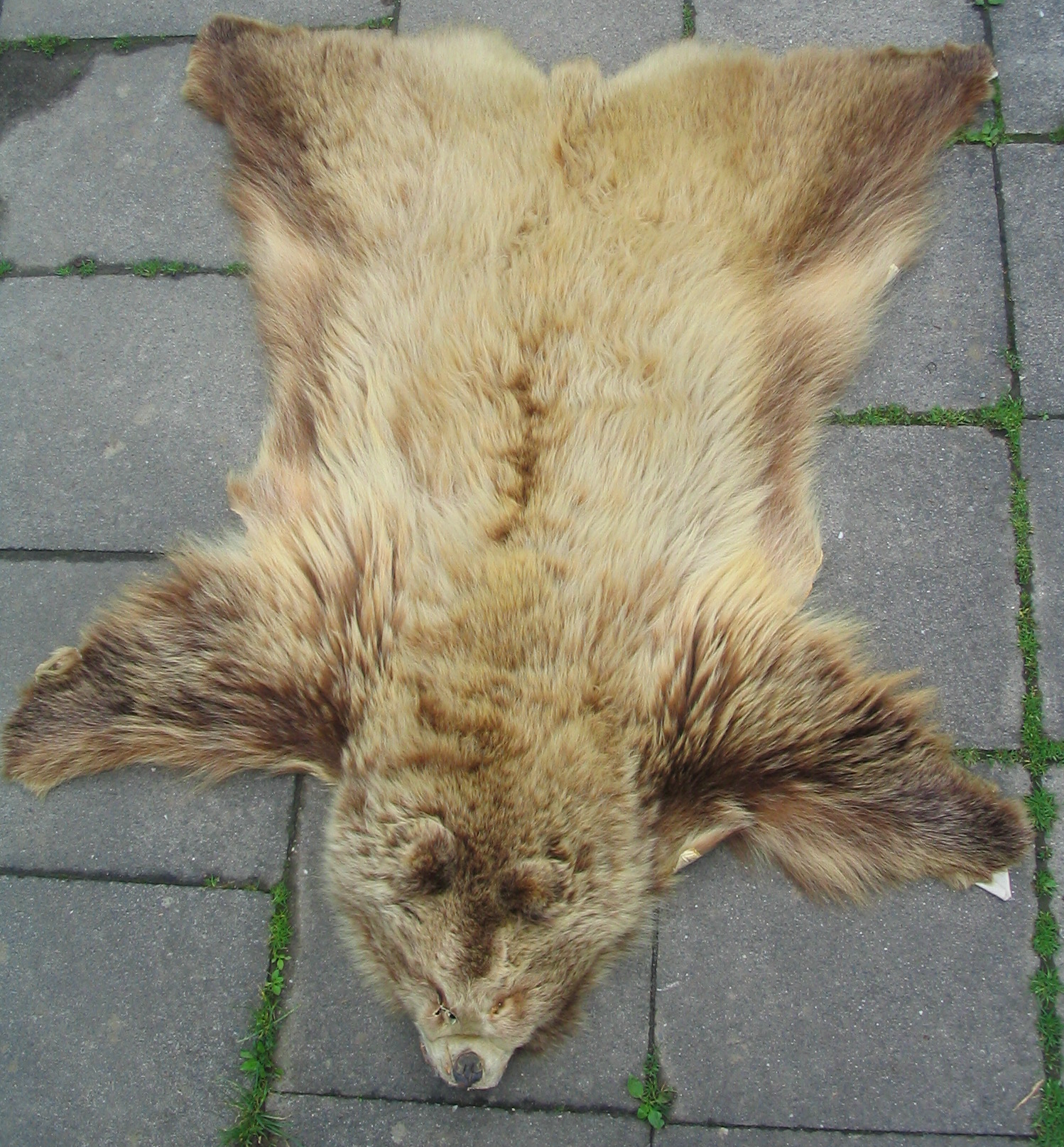
Berg-Grizzlyfell (Alaska)

Das Vorkommen des Grizzlybärs beschränkt sich auf Nordamerika, von Alaska, Kanada und den Rocky Mountains bis im Süden zu den mexikanischen Hochländern. Innerhalb des Gebietes leben zahlreiche geographische Rassen, die sich neben anderen Merkmalen auch in der Fellfarbe unterscheiden. Das Haarbild zeigt mitunter mehr helle, licht- bis eisengraue Schattierungen. In seiner Gesamtwirkung erscheint es etwas meliert, manchmal aber auch dunkelgraubraun bis dunkelbraun. Die Behaarung ist dicht und lang, gelegentlich etwas grob, im Nacken befindet sich häufig ein Ansatz zur Mähnenbildung. Grizzlys erreichen eine Gesamtlänge von 2,50 Meter.
Die wenigen anfallenden Felle werden zu Decken und Vorlegern genutzt, Jungtiere mit etwas weicherem Haar eignen sich auch für Kragen und Besätze.

## Baribal oder Schwarzer Bär

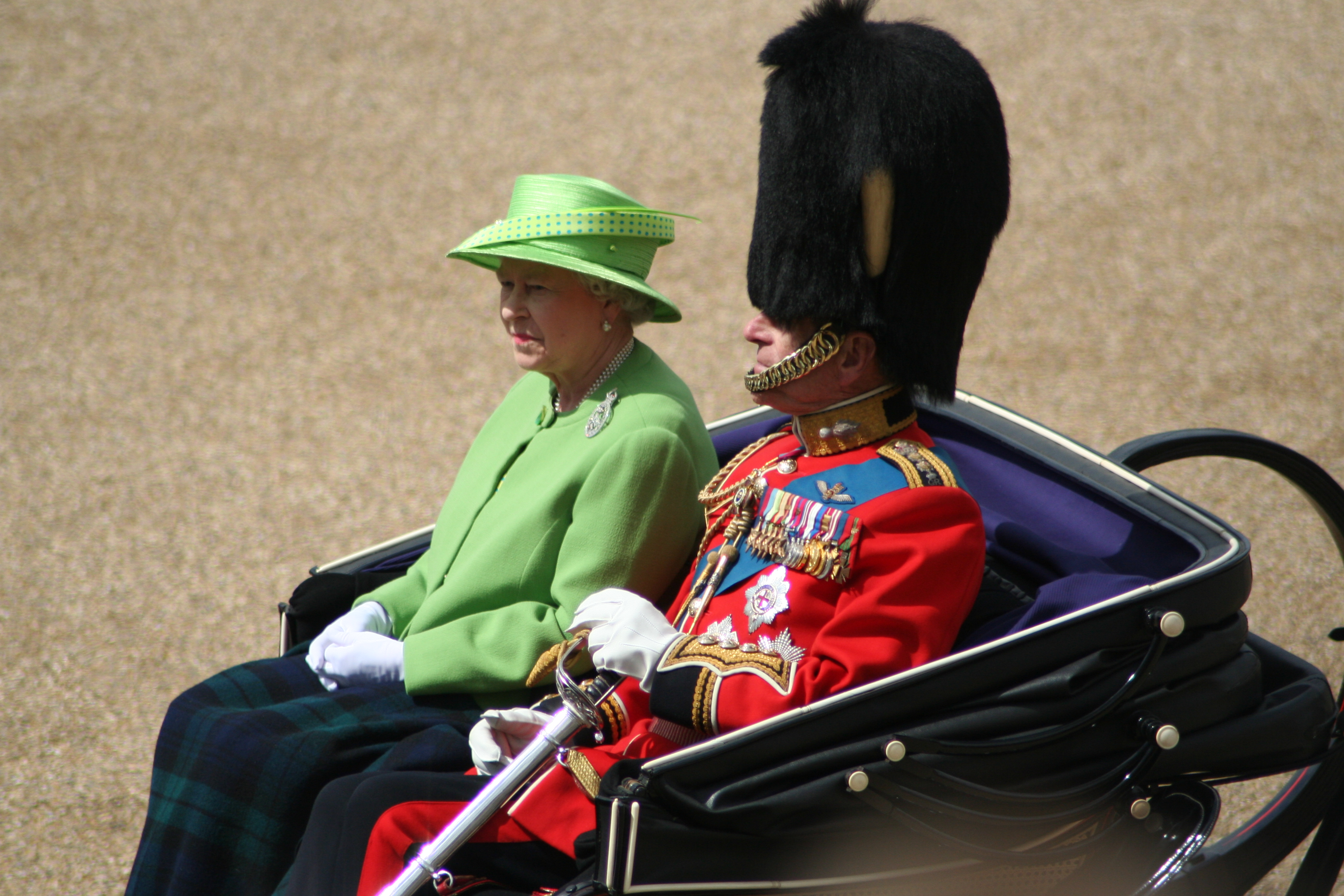
Königin Elisabeth in offener Kutsche mit ihrem Mann Prinz Philip als Grenadier Guard mit Bärenfellmütze (2007)

Der Baribal, auch Schwarzer Bär oder Amerikanischer Bär, mit mehreren Unterarten, lebt in den Waldgebieten des nördlichen Kanadas bis hinunter nach Mittel-Mexiko. Wegen der gewissen Ähnlichkeit des Haarkleids mit dem Skunkfell wurde er in der Pelzbranche auch Skunkbär genannt. Er wird 1,5 bis 2 Meter lang. Das Fell ist meist schwarz, häufig auch zimtfarben, selten rotgrau bis blaugrau und silbergrau. Das Haar ist relativ kurz bis länger, rauch, feinhaariger als bei anderen Bärenarten, glänzend und dicht. Die bräunliche bis schwarzbraune Unterwolle ist fein und dicht. Das etwa 4 bis 5 Zentimeter lange Unterhaar wird durch die etwa 10 Zentimeter langen, glänzend schwarzen Grannenhaare übergedeckt. Ein Teil der Felle hat eine Nackenmähne. Das Leder ist feiner als das anderer Bärenarten.
Für Pelzbekleidung und Besätze (früher besonders zu Kutscherkragen) wurden die besonders feinhaarigen und geschmeidigen Felle von bis zu einem Jahr alten Tieren bevorzugt („Cubbären“). Allgemein für Pelzzwecke geeignete Felle wurden auch Pelzbären („Furriers“) genannt. Die Felle älterer Tiere wurden zu Decken verarbeitet („Deckenbären“). In England fanden Bärenfelle auch für die „Hammercloth“ genannte Kutscherdecke der traditionellen Kutschen Verwendung, die sonst eher aus dekorativem, prachtvoll verzierten Stoff gearbeitet war. Ferner wurde 1851 die Verwendung der Felle amerikanischer Schwarzbären, neben der militärischen Nutzung, für Mützen, bei Pistolenhalftern, Vorlegern, Schlittendecken und anderem genannt.
Farbvarianten sind der Silber oder Gletscherbär (Ursus americanus emmonsii dall). Seine Heimat sind die Gletscherregionen des südöstlichen Alaskas. Die Körperseiten sind meist silbergrau, manchmal hell, fast silberfarben, auch tiefschwarz. Weiterhin der Zimtbär (Ursus americanus cinnamomum Audubon & Bachmann) aus dem Nördlichen Felsengebirge, der mehr rötlichbraun gefärbt ist.
Traditionell unterscheidet der Fellhandel nach Verwendbarkeit:
Pelzbären: mittelgroße Felle mit langem, dichtem und feinem Haar, für Kragen, Mützen und Garnituren.
Cubbären, 1852 werden sie auch als „in der Kürschnersprache“ als Kopfbären bezeichnet erwähnt: kleine, feinhaarige, dünnledrige Felle von einjährigen Baribals, die ebenso zu Pelzwerk verarbeitet werden. Bei einer Einteilung der Pelztiere in die Haar-Feinheitsklassen seidig, fein, mittelfein, gröber und hart wird das Haar des Cubbären als gröber bis hart eingestuft.
Deckenbären: grobhaarige, schwerledrige Felle vor allem südlicher Baribals, für Vorleger, ehemals für Schlittendecken.
Armeebären: feste Felle mit dichter, gleichmäßiger Behaarung. Aus ihnen wird die hohe, vor allem von englischen Garde-Infanteristen getragene Bärenfellmütze (bearskin) gearbeitet, soweit heute nicht stattdessen Imitationen verwendet werden. Die erste Erwähnung ihres Gebrauchs ist aus dem Jahr 1768 überliefert. Eine weitere militärische Verwendung fanden die Armeebären als Beiwerk zu Grenadiermützen.
Die Fellanlieferung wurde 1967 noch als „beachtlich“ angegeben. Die Preise auf den Londoner Auktionen stiegen immer dann an, wenn die Heeresverwaltung Aufträge auf Bärenmützen erteilte.
Die Rohfellanlieferung erfolgt offen.
- Der Louisiana-Schwarzbär (östliches Texas, Louisiana und südliches Mississippi) ist seit 1992 voll geschützt.

## Kragenbär

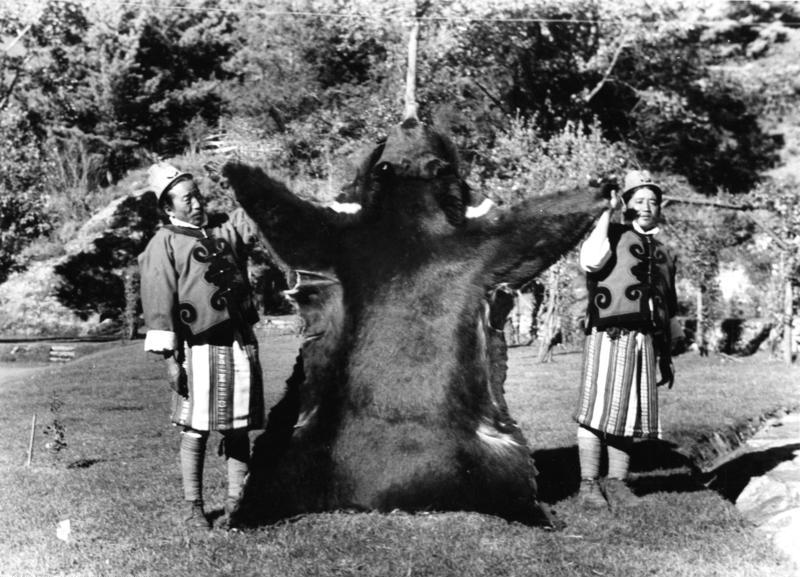
Fell eines kapitalen Kragenbären (Tibet, 1938)

Der männliche Kragenbär erreicht eine Kopf-Rumpf-Länge von 153 bis 171 Zentimeter, maximal bis 200 Zentimeter, das weibliche Tier 128 bis 144 Zentimeter, die Schwanzlänge beträgt 9 bis 11 Zentimeter beziehungsweise 7 bis 10 Zentimeter. Die Körperfarbe ist tiefschwarz. Auf der Brust befindet sich ein großes helles Abzeichen von Halbmond- bis Y-Form, das mitunter in mehrere Teile aufgelöst ist. Den Namen erhält der Kragenbär von den im Nacken und an den Halsseiten verlängerten Haaren. Bei den nördlichen Vorkommen ist die Körperbehaarung dicht, lang und fast zottig, im Süden ist sie deutlich kürzer. Beim Ussuri-Kragenbären sind die Rückenhaare 160 Millimeter, die Brust- und Bauchhaare nur etwa 20 Millimeter lang. Das Winterfell hat eine dichte Unterwolle, das kürzere Sommerhaar weist keine Unterwolle auf.
Die Felle, das Fleisch und das Fett waren höher geschätzt als vom Braunbären. Die Felle wurden nur als Decke oder als Dekoration verwendet.
- Sinkende Bestände verlangen eine Kontrolle und Beschränkung der Jagd. Insgesamt listet die Weltnaturschutzunion IUCN den Asiatischen Schwarzbären als gefährdet („vulnerable“).

## Lippenbär
Lippenbären leben in Indien und Sri Lanka sowie vereinzelt in Bangladesch, Bhutan und Nepal. Ihr Fell war offenbar nie ein wirkliches Handelsobjekt, die meisten der Felle wurden während der Feudal- und Kolonialzeit von den Shikarees, den Jägern der Shikar-Jagd (Maharadschas, Nawabs, englische Offiziere) als Trophäe behalten.
Lippenbären erreichen eine Kopf-Rumpf-Länge von 140 bis 180 Zentimeter. Der Schwanz ist wie bei allen Bären ein Stummel von 10 bis 12 Zentimeter Länge. Das Fell ist lang und zottelig, am längsten sind die Haare im Nackenbereich. Es ist meist schwarz gefärbt und oft mit braunen oder grauen Haaren durchsetzt, es gibt aber auch rotbraune Exemplare. Auf der Brust haben sie eine helle, meist weiß oder gelb gefärbte Zeichnung in Form eines Y oder V. Eine Unterwolle besitzt der Lippenbär als Bewohner tropischer Klimate nicht. Die Füße sind groß und tragen außerordentlich lange, sichelförmige Krallen. Sie erinnern an die Krallen eines Faultiers und haben diesem Bären neben den fehlenden Schneidezähnen und dem zotteligen Fell im Englischen den Namen Sloth Bear („Faultierbär“) eingebracht. Die Fußsohlen sind unbehaart.
- Die IUCN listet ihn in ihrer Roten Liste gefährdeter Arten als gefährdet („vulnerable“).

## Malaienbär

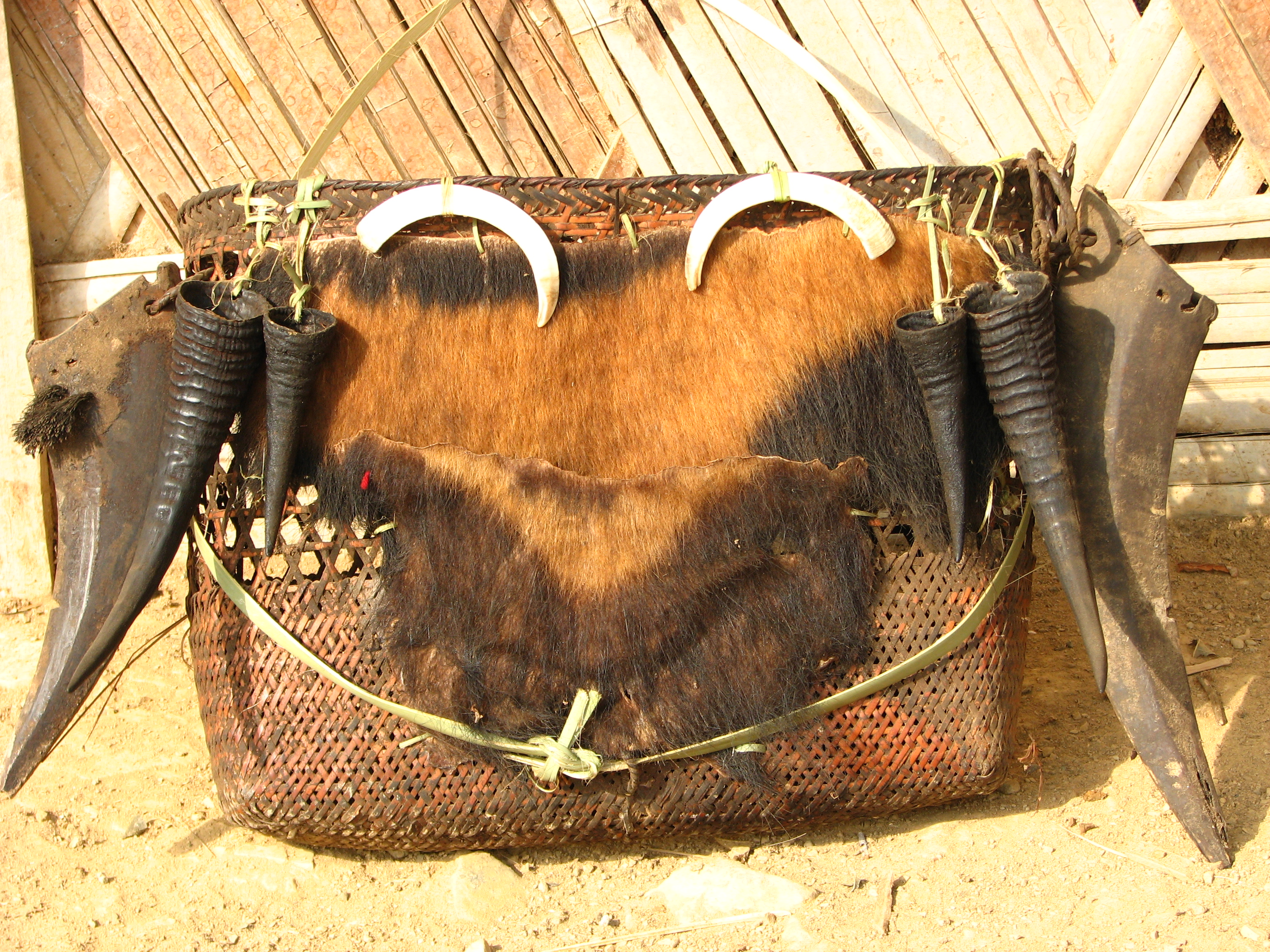
Tasche mit Fell des Malaienbären aus dem Dorf Konu, Bezirk Longding, Arunachal Pradesh

Der Malaienbär, auch als Sonnenbär bezeichnet, lebt in Südostasien. Er ist die kleinste Bärenart. Sein Verbreitungsgebiet erstreckt sich vom östlichen Indien (Assam) und dem südlichen China (Sichuan und Yunnan) über Indochina und die Malaiische Halbinsel bis zu den Inseln Sumatra und Borneo.
Malaienbären haben ein kurzhaariges, im Allgemeinen tiefschwarzes Fell, es kann aber von grau bis rotbraun variieren. Dem auf der Brust weißlichen oder gelblichen, halbmondförmigen Fleck verdankt das Tier seinen Namen Sonnenbär. Die kurze Schnauze hat eine recht helle, gelbliche oder orange Färbung, die sich oft bis über die Augen hinaus ausdehnt. Charakteristisch für diese Art sind die kleinen runden Ohren, die großen, gebogenen und spitzen Krallen sowie die nackten Sohlen der Tatzen. Ein ausgewachsenes Tier erreicht eine Körperlänge von rund 100 bis 140 Zentimeter, der Schwanz ist ein 3 bis 7 Zentimeter langer Stummel. Männliche Tiere sind mächtiger als weibliche.
Da die Tiere beträchtliche Schäden an Kokospalmen- und anderen Plantagen anrichten können, werden sie gejagt. Die Weltnaturschutzunion IUCN listet die Art in ihrer Roten Liste gefährdeter Arten als Vulnerable (gefährdet). Im Washingtoner Artenschutzübereinkommen CITES ist der Malaienbär im Anhang I gelistet. Er wird dadurch als unmittelbar bedrohte Art angesehen und ist mit einem allgemeinen Handelsverbot belegt.

## Eisbär oder Polarbär

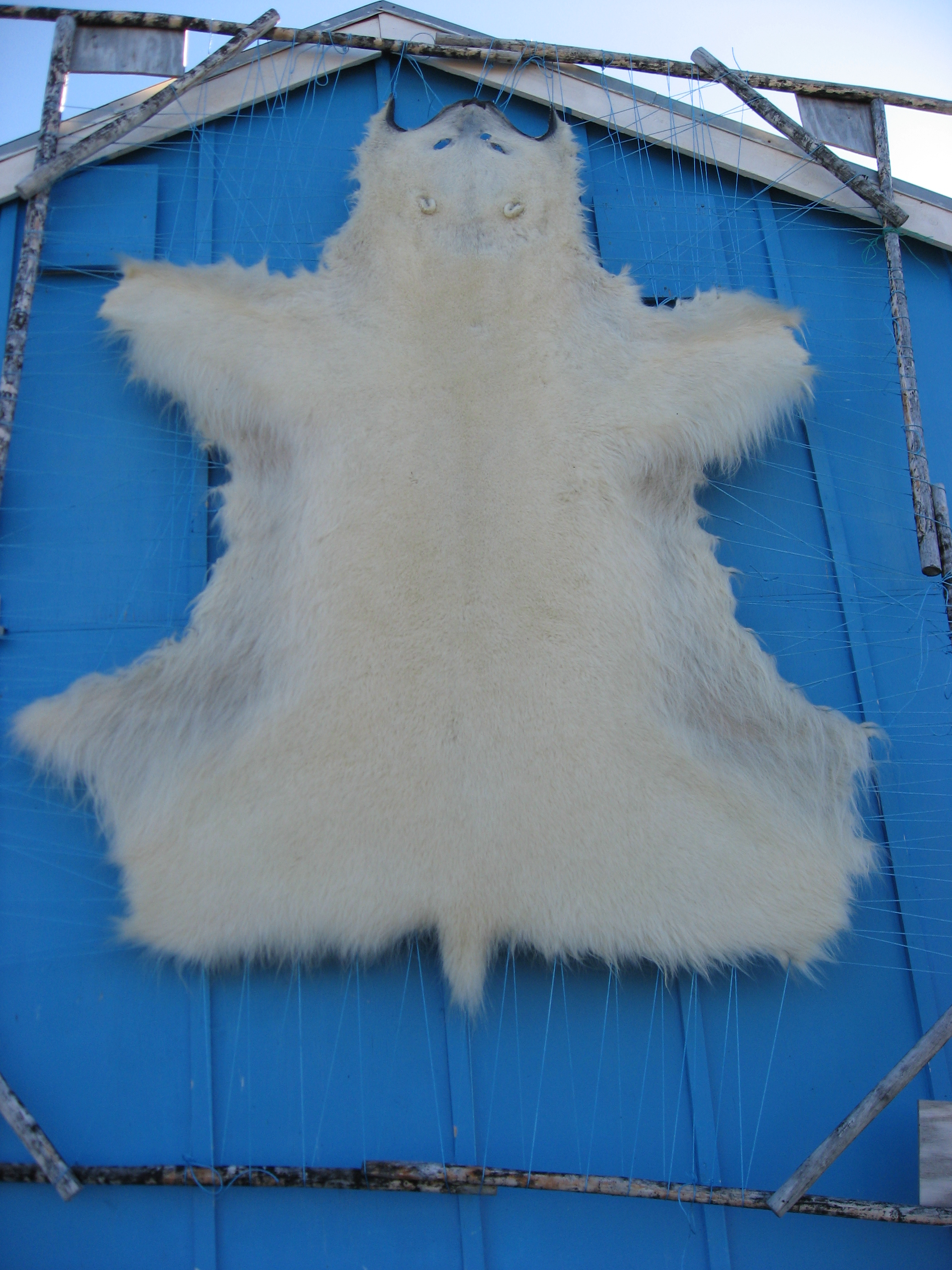
Eisbärfell im Trockenrahmen (2007, Grönland)
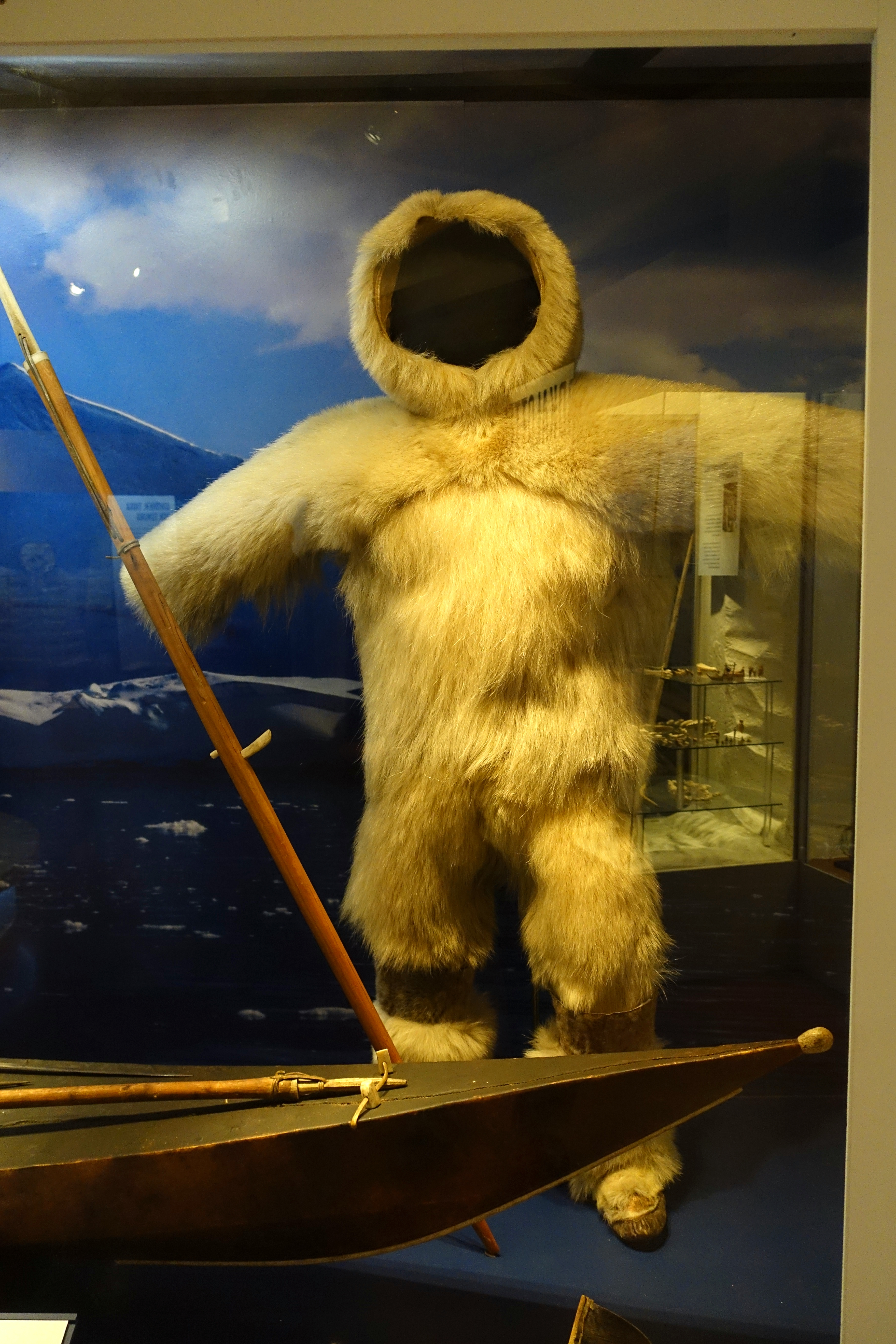
Overall aus Eisbärfell (1883, Ethnografisches Museum Stockholm)

Männliche Eisbärfelle können eine Gesamtlänge von 2,40 Metern aufweisen, in Einzelfällen sogar von bis zu 3,40 Metern, weibliche von 1,80 bis 2,10 Meter, auch solche von 2,50 Meter wurden schon gemessen. Die größten Felle kommen aus Grönland, die mittleren von den Küsten Sibiriens Spitzbergen und den Ostküsten Nordamerikas, die kleineren aus Labrador sowie aus den Distrikten der Baffin Bay und Hudson Bay. Der größere Körper ist mehr in die Länge gestreckt als beim eng verwandten Braunbären, der Hals ist lang und verhältnismäßig dünn und der Kopf ziemlich schmal.
Das gelblichweiße Fell hat einen deutlichen Glanz, das Sommerfell ist gelblicher als das Winterfell. Beim lebenden Tier ist das sehr dichte Fell ölig und damit wasserabweisend. Das Jugendkleid scheint reinweiß, obwohl das Eisbärfell keine Farbpigmente enthält, das Alterskleid ist gelblich, fleckig. Die einzigen nichtweißen Fellteile sind der schwarzbraune bis blauschwarze Nasenspiegel, die Lippen und die Krallen. Das Haar ist stark borstig und glasig, meist straffer als das anderer Bärenarten. Die kleineren und mittelgroßen Felle sind meist weicher als die größeren Sorten. Am längsten sind die Haare am Hinterfell, am Bauch und den Beinen, am kürzesten an Kopf, Rücken und Hals. Der Haarwechsel beginnt in der zweiten Maihälfte und das Haarwachstum zieht sich bis zum Herbst hin; daher ist das Sommerfell flacher als das Winterfell. Die Vorderfüße sind breiter als die Hinterfüße, die Fußsohlen sind behaart. Das Leder ist schwer. Die bei Jungtieren noch rosafarbene Haut ist im Alter schwarz.
1250 erwähnt der Araber Ibn Said das Eisbärfell bei den am Eismeer angesiedelten Völkern: „Die Felle dieser Bären sind weich und sie werden als Geschenke nach den ägyptischen Ländern gebracht“.
1911 stellte Rauchwarenhändler Emil Brass fest, dass die Eisbärfelle, die von der Grönländischen Kompanie aus Grönland jährlich zur Auktion nach Kopenhagen gebracht wurden, ebenso wie die Felle, die norwegische Fangfahrzeuge alljährlich von den Inseln und Eisschollen des nördlichen Eismeeres nach Hammerfest, Tromsø und Bergen anlieferten, bedeutend hochwertiger waren als Felle, die die Hudson’s Bay Company sowie die von den mährischen Brüdern in Labrador geleitete Harmony Company nach London brachte. Zum großen Teil lag das allerdings an der Behandlung der Rohfelle, sie waren sehr sorgfältig abgestreift, immer mit Pfoten, Schnauze usw. versehen, meist war auch der präparierte Schädel dabei. Die Felle waren nicht mit Fett verschmiert, auf den Fangschiffen sollen die Felle sogar an Taue gebunden und im Wasser hinterhergezogen worden sein, damit sie weiß und sauber blieben.
Überhaupt lassen sich anhand der Herkunft verschiedene Merkmale feststellen. Je nördlicher der Anfall, umso langhaariger und dichthaariger sind sie und desto dünner ist das Leder. Dickes Leder und kurzes Haar sind Kennzeichen für ein südliches Herkommen. Bereits bei den sibirischen Fellen ist das recht deutlich auszumachen. Während die Küstenbären gewöhnlich kurzes Haar und dicke Haut aufweisen, zeigen schon die Felle von der unwirtlicheren Insel Nowaja Semlja ein erheblich dünneres Leder und ein volleres und längeres Haar.
1762 werden als Verwendung für Felle des Eisbären „Mannsmuffen und Wildschuren“ genannt. Eisbärfelle wurden um 1910 noch zu Decken, Stiefeln und Handschuhen verarbeitet, die ersten Polarforscher benutzten Schlafsäcke aus Bärenfell. Völlig verdorbene Felle wurden der Pinselverarbeitung zugeführt („Pinselbären“). Heute wird gelegentlich bei Jagdtrophäen von Präparatoren für Dekorationszwecke noch der Kopf naturalisiert und das Fell abgefüttert. Die Verwendung der Polarbärhaare für Fliegen zum Flugangeln nennt etwa in den 1970er Jahren eine Fachkunde der Hudson’s Bay Company, „wozu sie sich besonders eignen“.
Fast alle Felle werden während der Pelzzurichtung gebleicht, um die gelblichen Tönungen und die häufig vorhandenen Flecken zu entfernen.
Eisbärfelle werden aufgeschnitten, nicht rund abgezogen, angeliefert. Da man sie in der Kälte nicht gut trocknen kann, wird die Lederseite oft mit Salz konserviert. Bereits in den 1930er Jahren kamen die durch die dänische Staatsverwaltung angelieferten grönländischen Felle jedoch ausnahmslos getrocknet in den Welthandel.
- Die Art ist geschützt, der Eisbär steht im Anhang II des Washingtoner Artenschutzübereinkommens.

### Klassifizierung

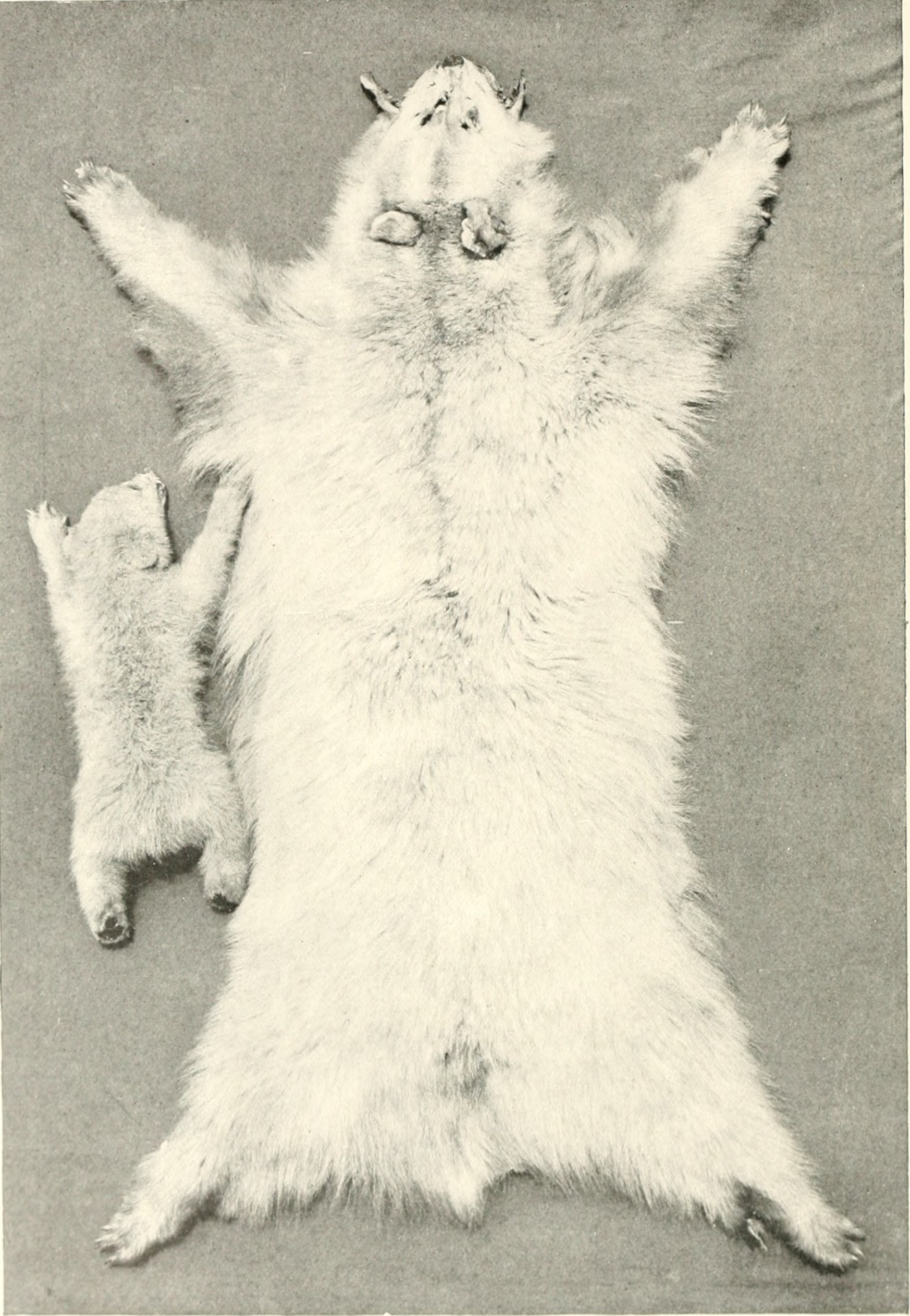
Eisbärfell und präpariertes Jungtierfell (1897)

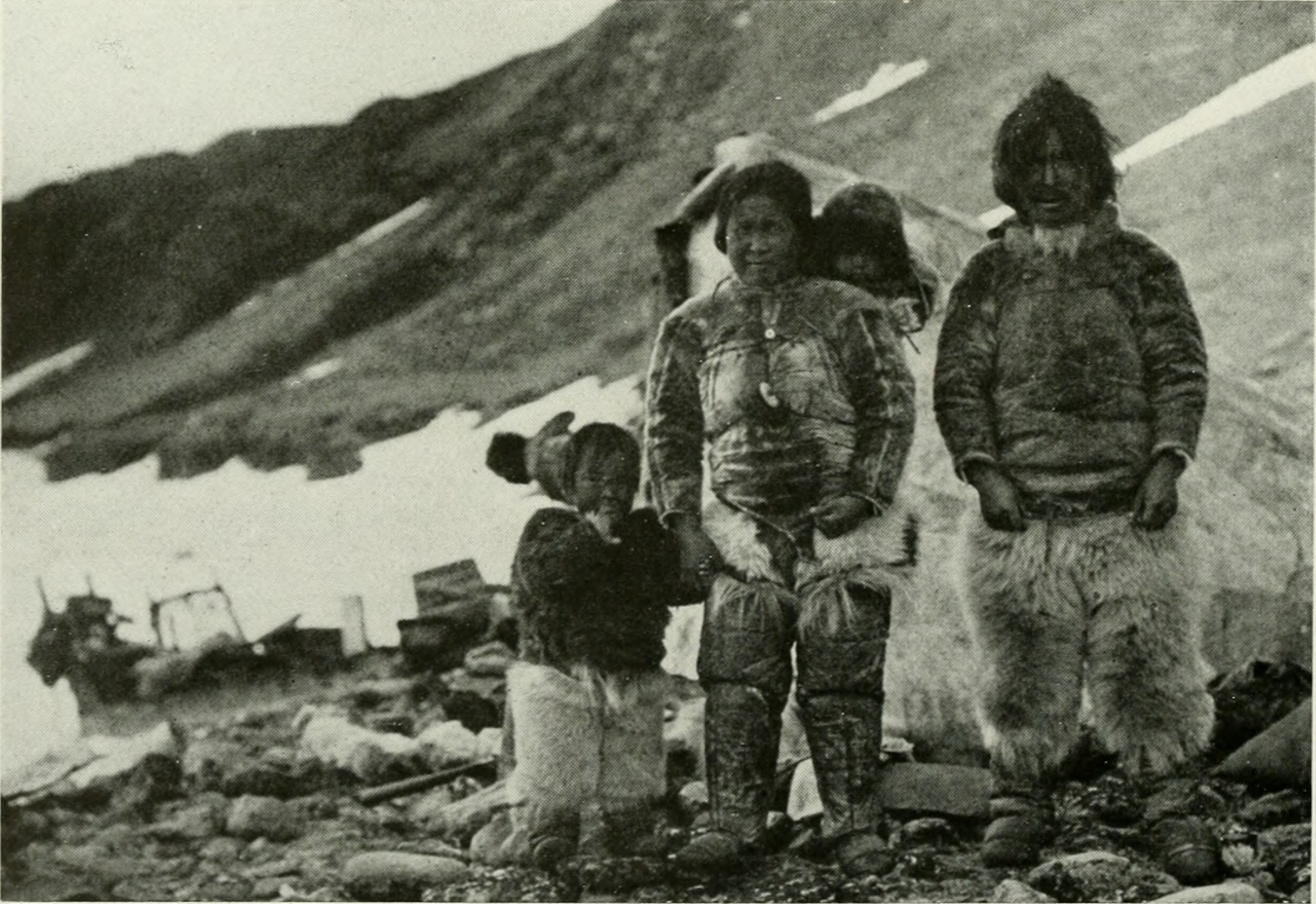
Inuitfamilie mit Hosen aus Eisbärfell (ca. 1900–1918)

Im Handel wurden Eisbärfelle nach der Größe, dem Haar und dem Leder klassifiziert. Innerhalb dieser Hauptrichtlinien gab es noch etliche Zwischenstufen. Außerdem erfolgte eine Einteilung in die Untergruppen Beschädigte und Unbeschädigte.
- Größe

Extra große = 2,65 Meter und darüber
Große = 2,25 bis 2,60 Meter
Mittlere = 1,75 bis 2,20 Meter
Kleinere = 1,25 bis 1,70 Meter
Kleinste = 1,20 Meter
Jungbären = unter 0,75 Meter
- Haar

Nach der Haarlänge in langhaarige, mittelhaarige und kurzhaarige (flache)
- Leder

Nach der Lederstärke, in dickledrige Felle, mittelstarkes Leder, dünnes Leder, ganz dünnes Leder (von Jungtieren)
Der russische Standard, nur polares Herkommen, weicht von dieser Einteilung ab:

a) Nach natürlichen Merkmalen:
I. Sorte = vollhaarig
II. Sorte = weniger vollhaarig
III. Sorte = halbhaarig
IV. Sorte = dünnhaarig

nach der Farbe der Behaarung:
1. Ganz weiße
2. Weiße
3. Gelbliche
4. Fleckige

Nach der Größe:
1. Große = ab 1,77 Meter
2. Mittelgroße = von 1,42 bis 1,76 Meter
3. Kleine = bis 1,41 Meter
4. Jungbären = bis 1,06 Meter
5. Babybären = bis 0,71 Meter

b) Nach Ergänzungsmerkmalen:
1. Beschädigte, je nach dem Grad der Beschädigung
2. „Brack“ = Schuss, Ausschuss

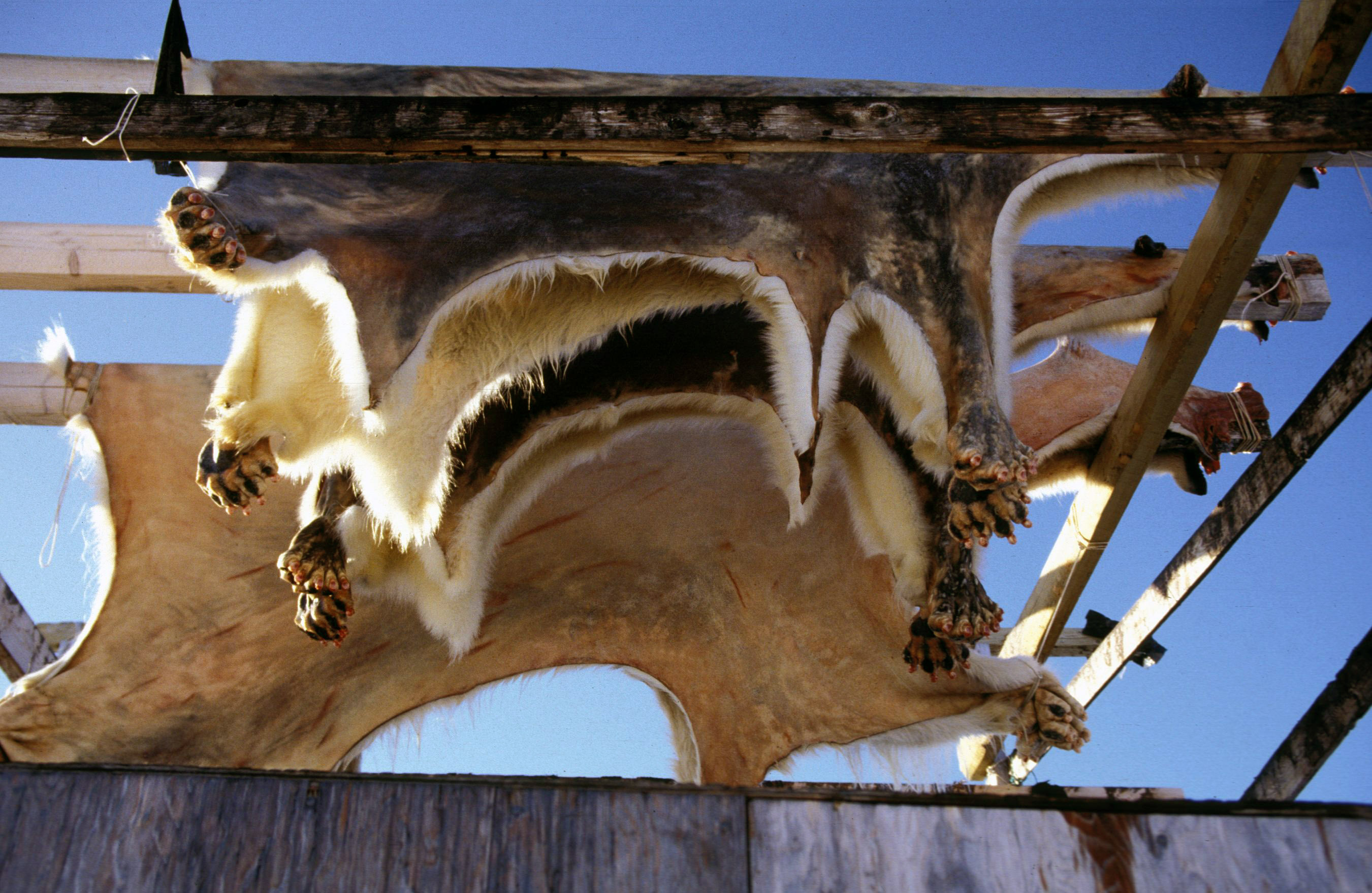
Abgestreifte Eisbärfelle zum Trocknen (Ittoqqortoormiit, Grönland 1994)
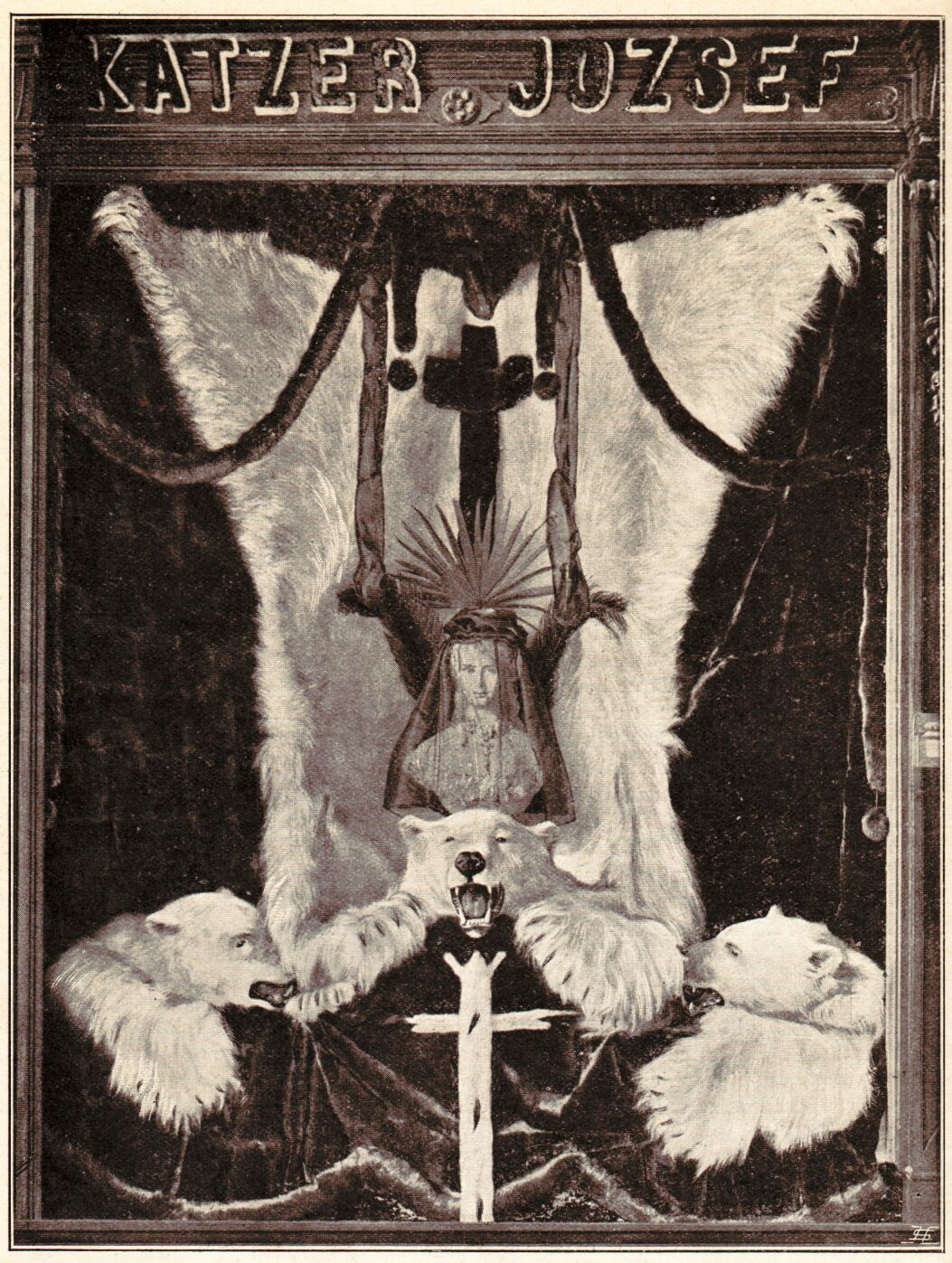
Eisbärfelle im Schaufenster der Firma Joszef Katzer Kgl. Hoflieferant Budapest, anlässlich der Trauerfeier für Kaiserin Elisabeth von Österreich-Ungarn (1898)
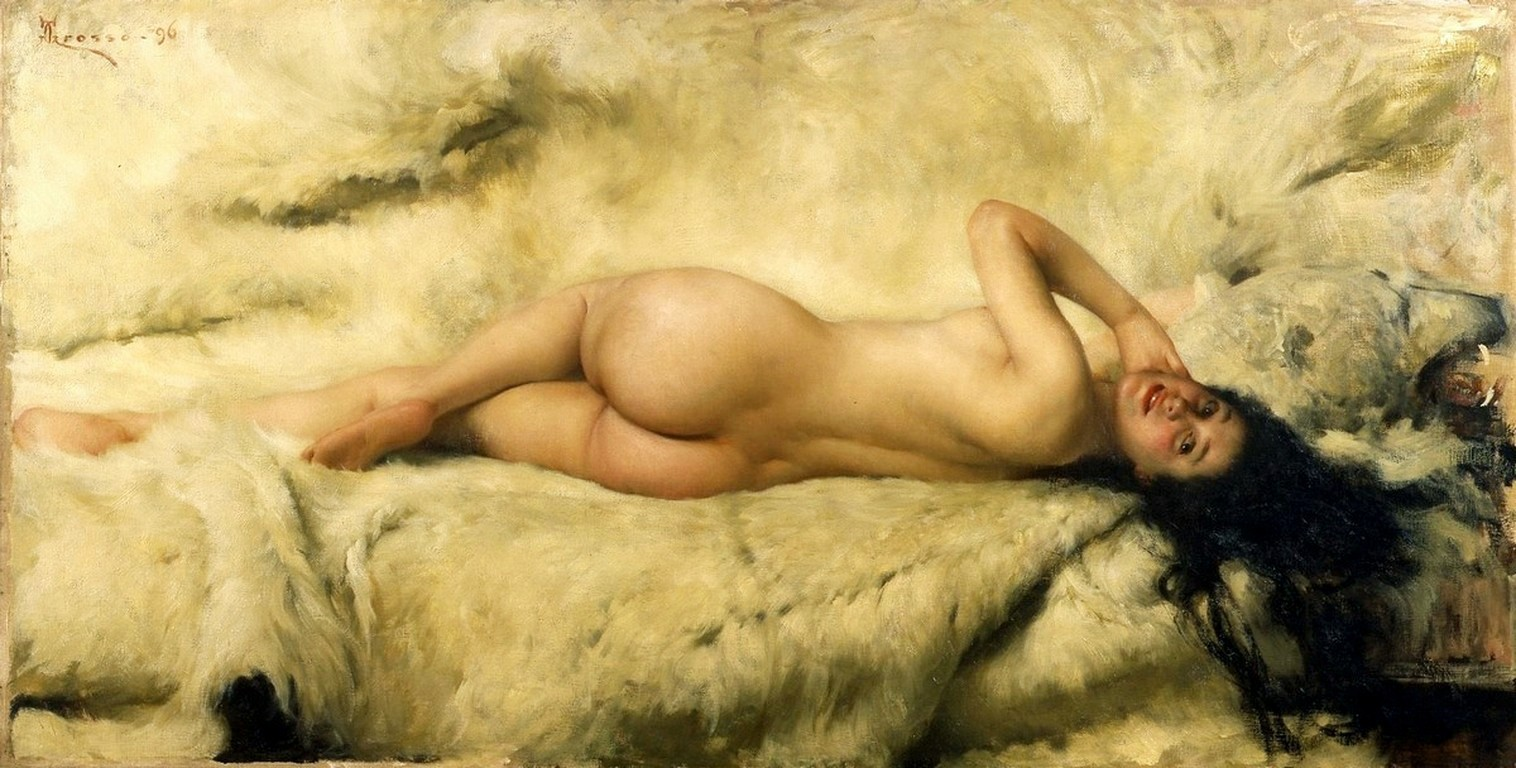
„Die Nackte“. Aktgemälde mit Eisbärfell (Giacomo Grosso (1860–1938))
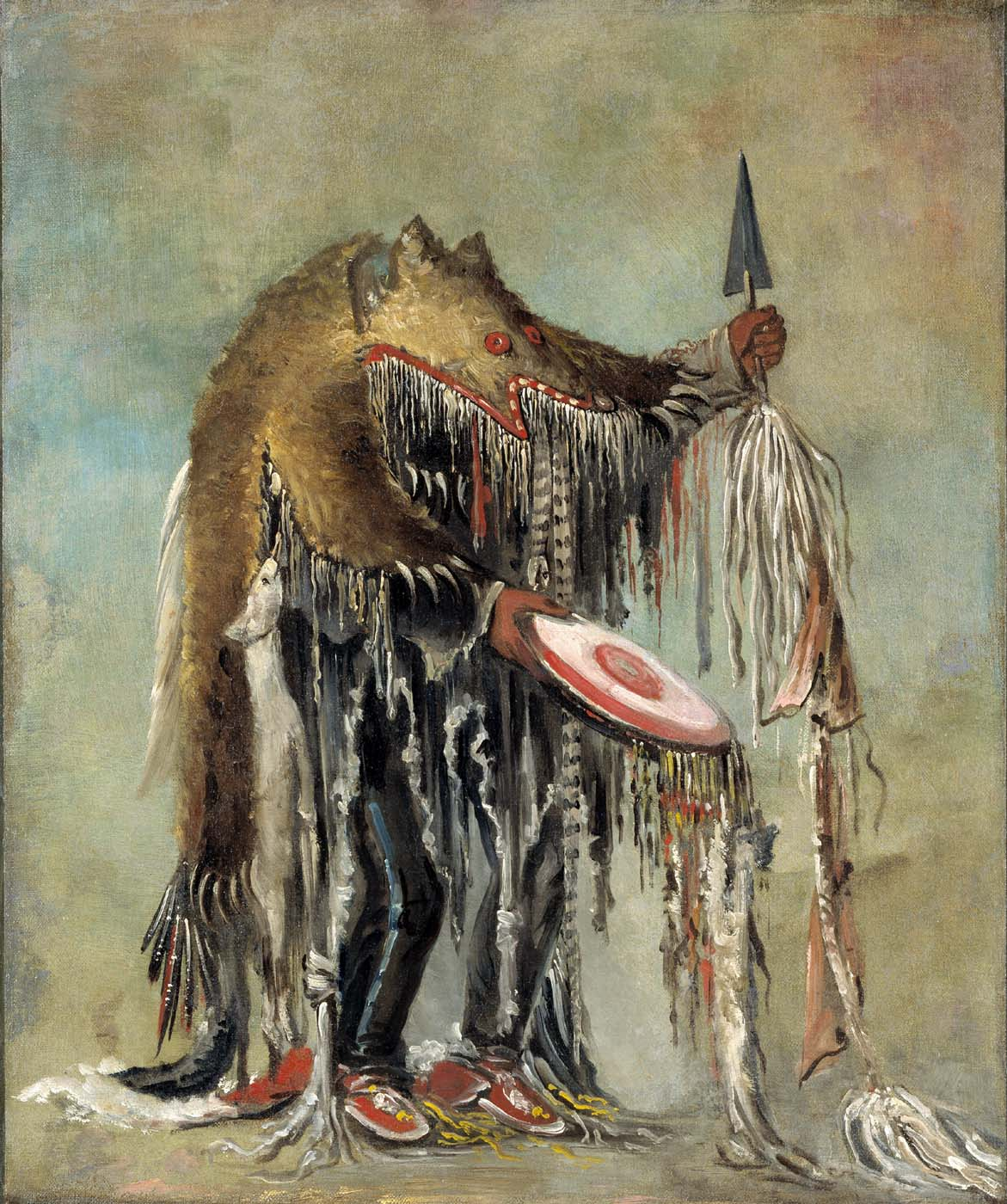
Indianischer Medizinmann mit Bärenfell (George Catlin, Ölbild, 1832)

## Bärenhaut

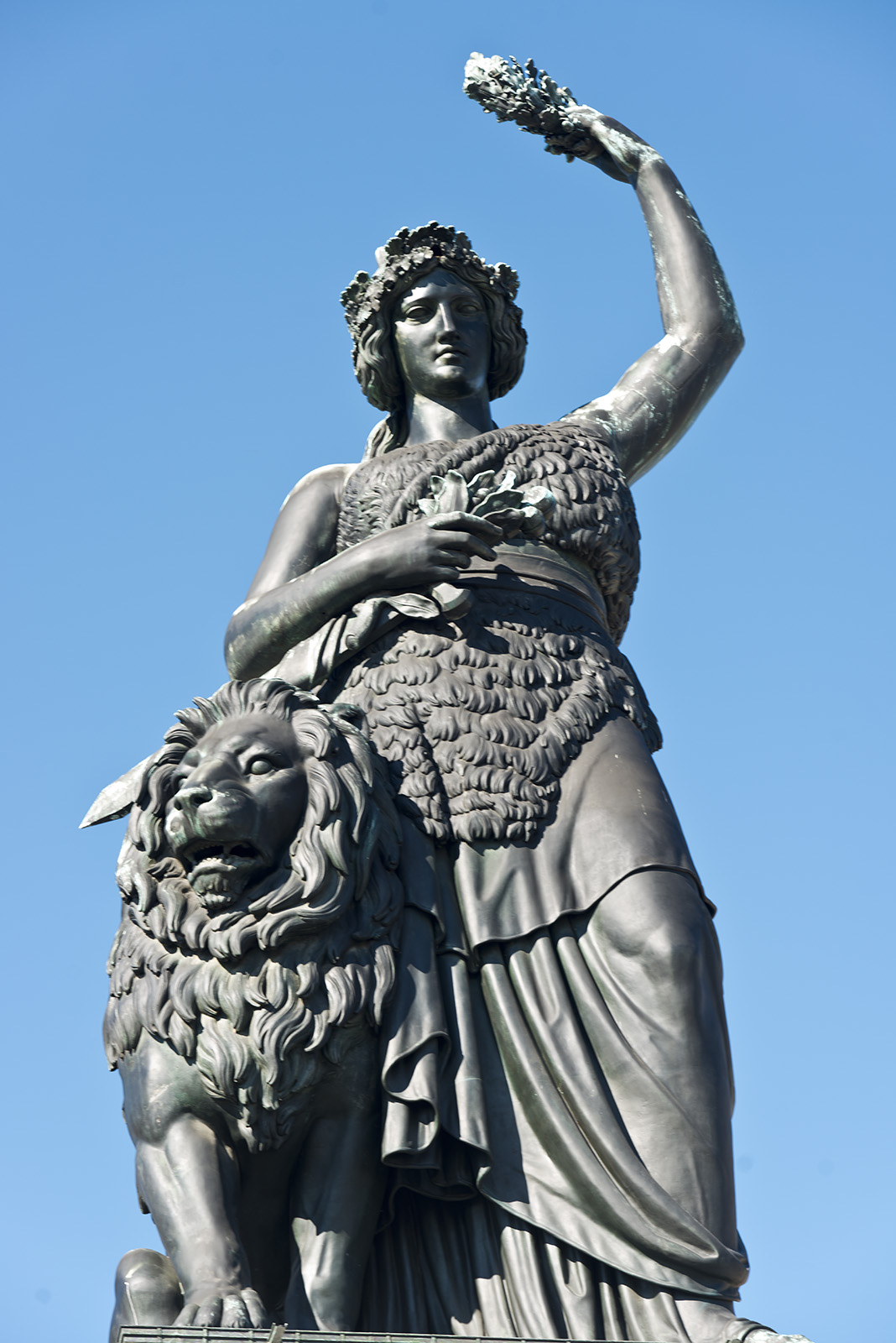
Statue der Bavaria mit Bärenfell, Ruhmeshalle München

Der Begriff der „Bärenhaut“ ist verknüpft mit der Vorstellung von „alten Germanen, die bei ihrem Nichtstun auf der ‚Bärenhaut‘ gelegen hätten“. Dieses Bild taucht 1509 in den „Fazetien“ von Heinrich Bebel auf, einem deutschen Dichter des Renaissance-Humanismus, 1579 erneut im Tagebuch des Höflings Hans von Schweinichen, und wurde in Humanistenkreisen dem römischen Schriftsteller Tacitus zugeschrieben. Jener hatte über Lebensgewohnheiten der Germanen im 15. Kapitel der Schrift Germania tatsächlich geschrieben, allerdings ohne überhaupt eine Bärenhaut zu erwähnen: „Häufiger verbringen sie ihre freie Zeit mit Nichtstun, mit Schlafen, Essen und Trinken. Gerade die Tapfersten und Kriegerischsten leben in träger Ruhe dahin. Die Sorge für Haus und Herd sowie die Bestellung des Ackers bleibt den Frauen, den Greisen und überhaupt allen Schwachen überlassen, während die Herren selbst faulenzen.“
Volkstümlich wurde die Bärenhaut und die Zuschreibung zu Tacitus im 19. Jahrhundert, insbesondere durch das Studentenlied „Tacitus und die alten Deutschen“, das Wilhelm Ruer gedichtet hatte: „An einem Sommerabend, im Schatten des heiligen Hains, // da lagen auf Bärenhäuten zu beiden Seiten des Rheins // verschiedene alte Germanen, als plötzlich mit höflichem Gruß // ein Römer kam: ‚Meine Herren! ich heiße Tacitus‘.“

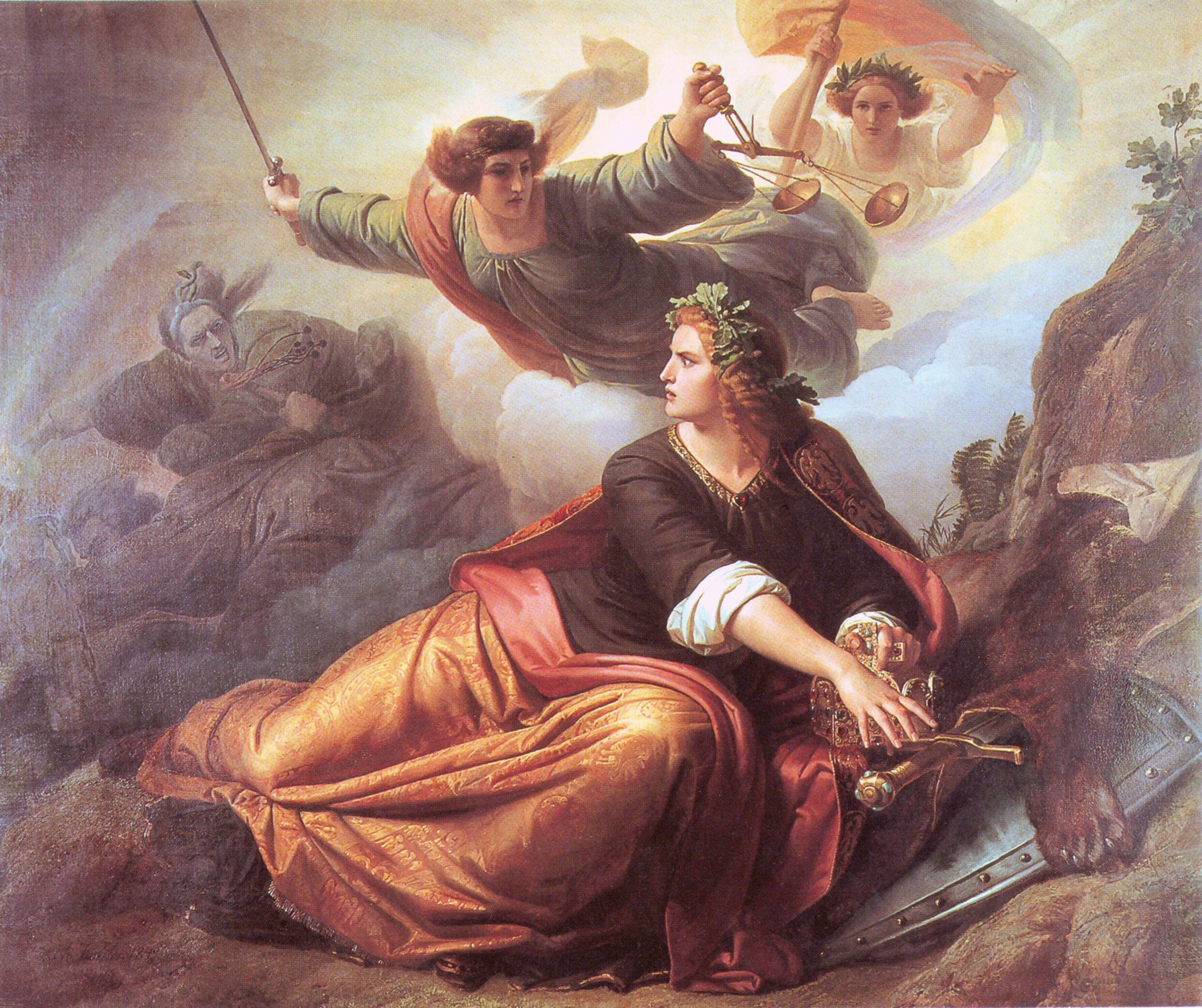
Erwachende Germania (Christian Köhler, Ölbild, 1848/1849) – Germania erwacht auf der „Bärenhaut“, einem gängigen Symbol des 19. Jahrhunderts für Attentismus, der den Deutschen – gesehen als historische Nachfolger der Germanen – als Nationalcharakter zugeschrieben wurde

Gegen Ende des 18. Jahrhunderts schrieb Johann Matthäus Bechstein:

„Die Bärenhaut ist eines der vorzüglichen Rauchwerke und macht einen beträchtlichen Handlungszweig aus. Den Nordländern ist es ein sehr notwendiges Haus und Bekleidungsbedürfniß. Bey uns macht man Husarenmützen, Müffe, Pelze, Mützen, Fußdecken in Kutschen und dergleichen daraus. An vielen Orten ist es die Bettunterlage, daher auch der alte deutsche Name Bärenhäuter seinen Ursprung hat, der einen faulen unthätigen Menschen bezeichnet. Die Kamtschadalen fertigen daraus ihre Decken, Betten, Mützen, Halsbänder für ihre Hunde, auch Schuhsohlen, um auf dem Eise sicher zu gehen.“

1762 wird außerdem die Verwendung der schwarzen, weiblichen Bärenfelle aus Polen für Muffe genannt, während man die männlichen Felle für Pferdedecken und Husarenmützen gebrauchte.
Aus dem Brauchtum der giljakischen (Volk der Niwchen) und der ainuischen (Japan) Bärenkultur ging das Aufstellen von Bärenhäuten hervor, eine Kulthandlung die wegen der Vergänglichkeit des Materials heute nur noch schwer zu belegen ist. Mit Hilfe von Stäben oder in einem rechteckigen Holzrahmen wurden die Bärenhäute so aufgestellt, dass der Bär wie lebendig erschien, nicht selten vor einer extra dafür gefertigten Hütte. Darstellungen des die Vorderbeine aufstützenden Bären gibt es bereits auf Bronzeplatten der Permkulturen finnischer Völker des 2. bis 1. Jahrtausends vor unserer Zeitrechnung, bei denen noch heute Reste des Bärenkults nachzuweisen sind.
Kekutsu oder Kutsu waren als Schutzschuhe Teil einer japanischen Rüstung. Die Kekutsu bestehen in der Regel aus Bärenfell und -leder, sowie aus Stoffen wie Brokat. Die Schuhe sind so groß gearbeitet, dass sie über die normalen Tabi oder die gepanzerten Kōgake- und Kusari-Tabi getragen werden können.

### Stifterbuch des Klosters Zwettl, genannt Bärenhaut
Das Stifterbuch des Klosters Zwettl, genannt Bärenhaut, lateinisch Liber fundatorum zwetlensis monasterii, ist eine Handschrift, die zu Beginn des 14. Jahrhunderts im Kloster Zwettl geschrieben wurde. Die populäre Bezeichnung „Bärenhaut“ rührt vom Einband aus Schweinsleder her – es handelt sich also nicht um Bärenleder, sondern um die Haut eines „Saubären“ (Eber). Neben diversen literarischen und historischen Texten in lateinischer und mittelhochdeutscher Sprache enthält sie hauptsächlich Abschriften von Urkunden, die das Kloster Zwettl betreffen, sowie ein Urbar des Klosters. Sie ist eine der wichtigsten Quellen für die Geschichte Niederösterreichs im 13. und 14. Jahrhundert. Die Handschrift wird ohne Unterbrechung bis heute im Stift Zwettl aufbewahrt.

## Zahlen, Fakten
- 1801, Zitat: „Die See- oder Eisbären, die man am Jenesei fängt, übertreffen all, die von anderen Orten herkommen, an Größe. Daher sind sie auch allemal im Preise höher, als diejenigen, welche vom Ob und von der Lena herkommen.“ --- „[…]Die Haut des Eisbären wird im tiefen Norden bey Winterreisen gebraucht, weil sie ein sehr warmes und dauerhaftes Pelzwerk giebt. Sie werden auch zu Müffen, Wildschuren und Pferdedecken gebraucht“[32]

- 1814, Zitat: „Mit Bärenhäuten, die bekanntlich das stärkste Rauchwerk sind, wird von Kürschnern und Rauchhändlern ein ansehnlicher Handel getrieben. Man braucht sie für Matratzen und Satteldecken, zu Muffen, Mützen und ähnlichen Kleidungsstücken. Der beträchtlichste Handel mit diesem Artikel wird in Rußland von St. Petersburg und Archchangel aus getrieben. Im erstern Orte kosten die größten und dunkelbraunen oder gelben Häute (russische Medwedni) 7 bis 8 Rubel, die geringern 3 bis 5 Rubel das Stück.“[33]

- 1864, Zitat: „Sie [die Eisbärfelle] dienen als Fußdecken in Zimmern, auch als Feldbetten, und werden je nach Schönheit von 20 bis 30 Thaler das Stück bezahlt.“[20]

- Um 1870 kostete ein gutes nordamerikanisches Braunbärfell etwa 500 Mark, vor 1911 noch etwa 60 bis 80 Mark.[4]

- Etwa um und vor 1900 zahlte die englische Regierung für eine Bärenfellmütze aus Armeebären für die königliche Garde 8 Pfund (1911 konnte Brass den seinerzeitigen Preis nicht mehr ermitteln), der hohe Fellpreis war daher ziemlich nebensächlich, er lag früher bei über 200 Mark das Stück, 1911 wohl etwa halb so viel (1 englisches Pfund = etwa 20 deutsche Mark).[4]

- Um 1904 kamen jährlich etwa 1000 Eisbärfelle in den Handel.[22]

- 1911 vermutete Brass, dass aus ganz Ostasien einschließlich Ostsibirien und Kamtschatka nicht mehr als 1000 Schwarzbärfelle jährlich auf den Markt kamen. Der Wert schwankte zwischen 20 und 120 Mark. Felle aus Tibet kamen über die chinesische Provinz Sichuan in den Verkehr, teils wurden sie in Darjeeling, Shimla usw. an Touristen verkauft, doch dürften es nicht mehr als einige 100 pro Jahr gewesen sein. Die Felle aus dem nördlichen Zentralasien gingen auf die sibirischen Messen. Von den Arten Ursus collaris (Kragenbär?) und Ursus meridionalis (?, beides nicht mehr gebräuchliche zoologische Bezeichnungen) kamen aus Sibirien jährlich wohl 5000 bis 6000 Stück.[4]

Der Wert für das Fell eines europäischen Bären dürfte 1911 bei 30 bis 40 Mark gelegen haben. Es kamen nicht mehr als 1500 Felle in den Handel, da die meisten Jäger das Fell für sich behielten.
- Um 1915 wurden pro Jahr etwa 5000 Schwarzbärfelle aus den USA und etwa 3000 aus Kanada nach Europa exportiert.[34]

- 1953 kamen jährlich nur noch 100 Eisbärfelle auf den Rauchwarenmarkt.[3] Nach Fritz Schmidt betrug der jährliche Anfall zwischen 1963 und 1965 in den arktischen Territorien Kanadas durchschnittlich 400 Stück, in Norwegen etwa 300, im polaren Grönland rund 150 und in Alaska 250 Eisbären.[2]

- 1963 bis 1965 schwankten die jährlichen Abschusszahlen von Grizzlys zwischen 520 und 620 Tieren.[2]

- 1974 wurden auf der 67. Leningrader Rauchwarenauktion nur noch 25 Braunbärfelle angeboten.

Im selben Jahr bot die Hudson’s Bay Company in der Märzauktion 37 Felle ohne Angabe des Herkommens in den Farben braun und schwarz an.
- 1988 wurde der nordamerikanische Anfall an Schwarzbären (Baribals) auf etwa 3000 Felle geschätzt (davon etwa 2000 aus Kanada), die aber für Pelzzwecke ohne Bedeutung waren.[3]

In dieser Zeit kamen nach Schutzmaßnahmen jährlich wieder 500 Eisbärfelle in den Handel, 300 davon aus Kanada.